# Хайсі-Монголо-Тибетська автономна префектура
37°22′11″ пн. ш. 97°22′23″ сх. д. / 37.36972° пн. ш. 97.37301° сх. д.
Хайсі-Монголо-Тибетська автономна префектура (кит.: 海西蒙古族藏族自治州; старомонг. ᠬᠠᠶᠢᠰᠢ
ᠶᠢᠨ ᠵᠧᠦ; тиб. མཚོ་ནུབ་སོག་རིགས་ཆ་བོད་རིགས་རང་སྐྱོང་ཁུལ་) — адміністративна одиниця другого рівня у складі провінції Цинхай, КНР. Центр префектури — Делінха.
Префектура межує з Тибетським автономним районом на південному заході, Сіньцзян-Уйгурським автономним районом на заході та провінцією Ганьсу на півночі.

## Адміністративний поділ
Префектура поділяється на 3 міста, 3 повіти та окрему адміністративну зону:
| Карта                                                                        | Карта     | Карта            | Карта                                    | Карта                          | Карта            |
| ---------------------------------------------------------------------------- | --------- | ---------------- | ---------------------------------------- | ------------------------------ | ---------------- |
| Голмуд Делінха Маннай Улан Дулань Тяньцзюнь Дацайдам ⇗ Танглашань · (Голмуд) |           |                  |                                          |                                |                  |
| Статус                                                                       | Назва     | Китайською       | Монгольською                             | Тибетською                     | Населення (2010) |
| Місто                                                                        | Делінха   | 德令哈市         | ᠳᠡᠯᠡᠬᠡᠢ ᠬᠣᠲᠠ                             | གཏེར་ལེན་ཁ་གྲོང་ཁྱེར།                | 91 855           |
| Місто                                                                        | Голмуд    | 格尔木市         | ᠭᠣᠣᠯᠮᠣᠳ ᠬᠣᠲᠠ                             | ན་གོར་མོ་གྲོང་ཁྱེར།                  | 215 213          |
| Місто                                                                        | Маннай    | 茫崖市           | ᠮᠠᠨᠭᠨᠠᠢ ᠶᠢᠨ ᠬᠣᠲᠠ                         | མང་ནེ་གྲོང་ཁྱེར།                    | 33 451           |
| Повіт                                                                        | Дулань    | 都兰县           | ᠳᠤᠯᠠᠭᠠᠨ ᠰᠢᠶᠠᠨ                            | ཏུའུ་ལན་རྫོང་                      | 76 623           |
| Повіт                                                                        | Тяньцзюнь | 天峻县           | ᠲᠢᠶᠡᠨ ᠵᠢᠶᠦ᠋ᠨ ᠰᠢᠶᠠᠨ                        | ཐེན་ཅུན་རྫོང་                      | 33 923           |
| Повіт                                                                        | Улан      | 乌兰县           | ᠤᠯᠠᠭᠠᠨ ᠰᠢᠶᠠᠨ                             | ཝུའུ་ལན་རྫོང་                      | 38 723           |
| Зона                                                                         | Дацайдам  | 大柴旦行政委员会 | ᠶᠡᠬᠡ ᠴᠠᠢᠢᠳᠠᠮ ᠤᠨ ᠵᠠᠰᠠᠭ ᠵᠠᠬᠢᠷᠠᠭᠠᠨ ᠦ ᠵᠥᠪᠯᠡᠯ | ཚྭ་འདམ་ཆེ་བའི་སྲིད་འཛིན་ཨུ་ཡོན་ལྷན་ཁང་། | 13 671           |